# Australian Indoor Championships 1980
L'Australian Indoor Championships 1980 è stato un torneo di tennis giocato cemento indoor dell'Hordern Pavilion di Sydney in Australia. Il torneo fa parte del Volvo Grand Prix 1980. Si è giocato dal 13 al 19 ottobre 1980.

## Campioni

### Singolare maschile
John McEnroe ha battuto in finale  Vitas Gerulaitis con il punteggio di 6–3, 6–4

### Doppio maschile
Peter Fleming /  John McEnroe hanno battuto in finale  Tim Gullikson /  Johan Kriek con il punteggio di 4–6, 6–1, 6–2